# 하우스텐보스역
하우스텐보스역(일본어: ハウステンボス駅)은 일본 나가사키현 사세보시에 있는 철도역이다.

## 타는 곳
| 1·2 | ■ 특급 하우스텐보스                | 사가·하카타 방면                     |
| 1·2 | ■ 오무라 선 ■ 쾌속 시사이드 라이너 | (하행) 오무라·이사하야·나가사키 방면 |
| 1·2 | ■ 오무라 선 ■ 쾌속 시사이드 라이너 | (상행) 하이키·사세보 방면            |

## 역세권 정보
- 하우스텐보스
- 나가사키 국제 대학

## 역사
- 1992년 3월 10일: 영업 개시.

## 사진

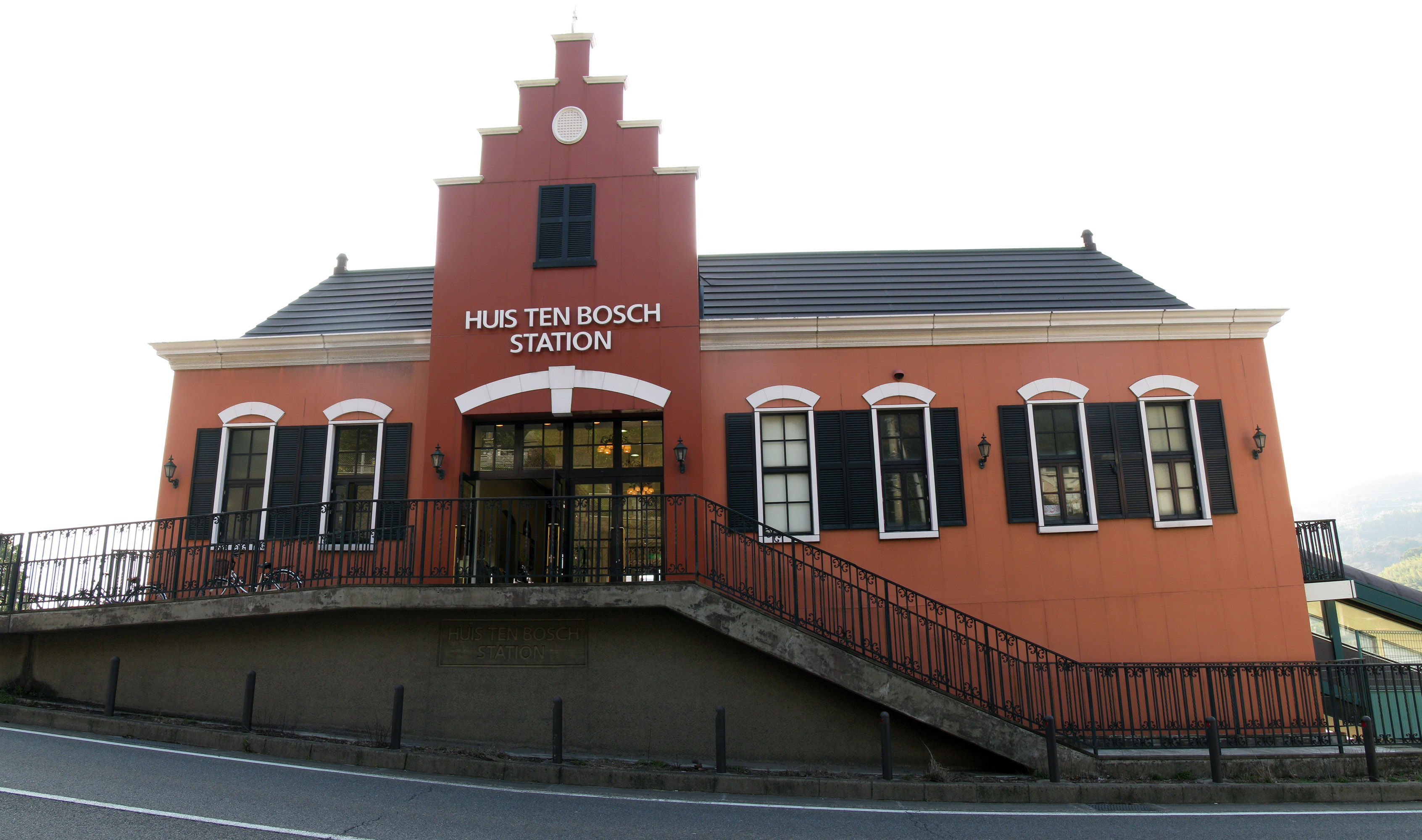
서쪽 역사 모습
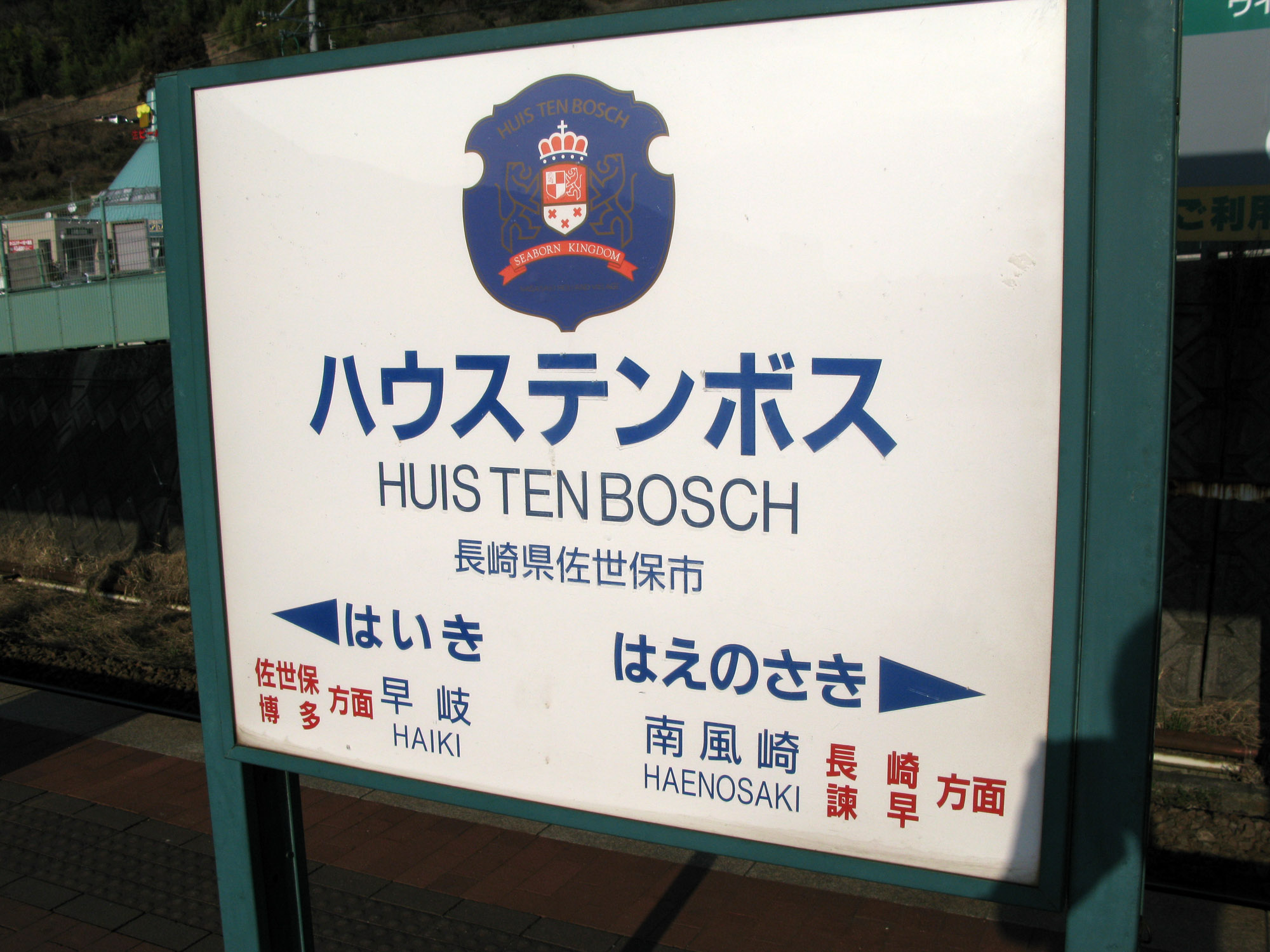
역 명판

## 인접역
| 규슈 여객철도 ■ 오무라 선 | 규슈 여객철도 ■ 오무라 선 | 규슈 여객철도 ■ 오무라 선 |
| ------------------------- | ------------------------- | ------------------------- |
| 하이키 하이키 방면        | 쾌속 시사이드라이너       | 가와타나 이사하야 방면    |
| 하이키 하이키 방면        | 보통                      | 하에노사키 이사하야 방면  |